# سرگین‌کاوی

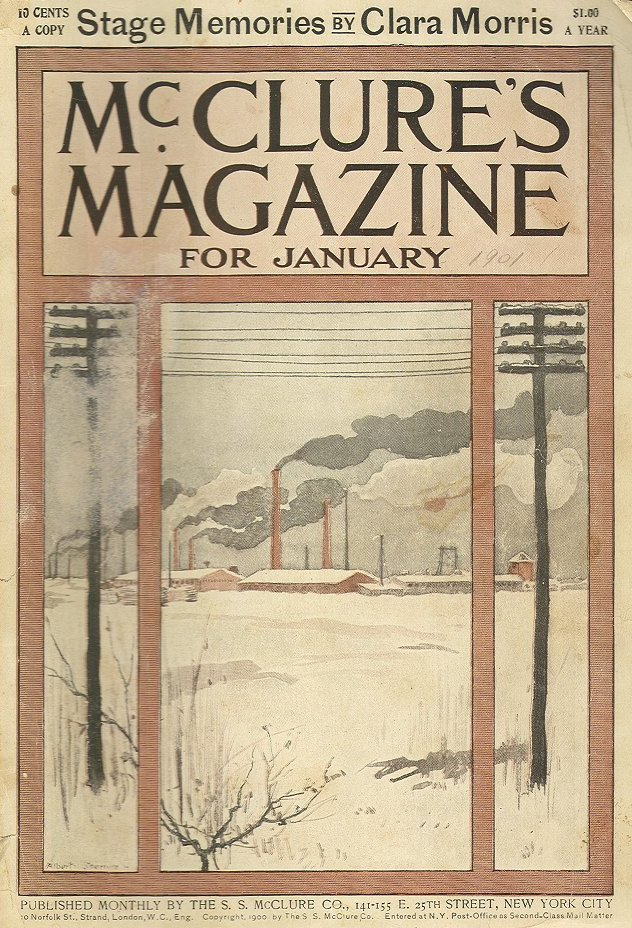
جلد مجلهٔ McClure's ژانویه 1901.

ماکریکر (به انگلیسی Muckraker) اصطلاحی آمریکایی و در لغت به معنای بیل کودکاوی است. Muck به معنای سرگین و کود و rake به معنای شن کش و چنگک است. این اصطلاح در حوزه روزنامه نگاری و افکار عمومی به علنی ساختن افتضاحات و رسوایی‌ها گفته می‌شود.
اصطلاح کودکاو به روزنامه نگارانی با تفکر اصلاح گر بازمی‌گردد که به وفور برای مجله‌های محبوب به نگارش مشغول بودند و رسم روزنامه نگاری تحقیقی را دنبال می‌نمودند. تلاش افشاگران برای آشکارسازی دردها و فسادهای اجتماعی، سیاسی، اقتصادی و سرمایه داری است. از جمله مجله‌های منتشر شده به این شیوه از روزنامه نگاری می‌توان به ماهنامهٔ McClure's Magazine اشاره کرد که انتشار ماه ژانویهٔ آن در سال ۱۹۰۳ نقطه آغاز روزنامه نگاری به شیوه ماکریکینگ بود. از روزنامه نگاران ماکریکر نیز می‌توان به نلی بلی (الیزابت جین کوکران ۱۹۲۲–۱۸۶۴) اشاره نمود.